# Ioan Niculae Alecu
Ioan Niculae Alecu (n. 9 iulie 1945, București) este un agronom român contemporan, profesor doctor la Academia de Științe Agricole și Silvice Gheorghe Ionescu-Șișești, președinte de onoare și rector al USAMV București între 2000 și 2008.

Este doctor în agronomie și președintele Secției de Economie Agrară și Dezvoltare Rurală al ASAS.

## Distincții și titluri academice
- Ordinul național ”Pentru Merit” în grad de Comandor conferit de Președintele României - anul 2000[3]
- ”Doctor Honoris Causa” conferit de către USAMV Iași - anul 2005[4]
- Ordinul ”Meritul Agricol” în grad de ”Ofițer” conferit de Președintele României - anul 2007[5]

## Contribuții științifice
Ioan Niculae Alecu a publicat de-a lungul carierei sale ca agronom și cadru universitar mai multe lucrări de referință. Dintre lucrările sale de marcă se pot aminti:
- Caiet de lucrări practice la disciplina Conducerea unităților agricole, București, 1989;
- Îndrumător privind întocmirea proiectului pentru management în agricultură, București, 2000;
- Managementul aprovizionării și desfaceri, Craiova, 2003;
- Agroturism și marketing agroturistic, București, 2006;

## Condamnare penală
La data de 02.08.2017, Înalta Curte de Casație și Justiție, a condamnat la 6 ani de închisoare pe Ioan Niculae Alecu în dosarul ”Ferma Băneasa” instrumentat de procurorii DNA, în care a fost acuzat de abuz în serviciu cu consecințe deosebit de grave și în formă continuată. În perioada 2000 - 2004, rectorul Ioan Niculae Alecu, alături de alți inculpați, a trecut 224 hectare de teren din proprietatea statului în proprietate privată prin încalcarea prevederilor legale.